# Aerion SBJ
Aerion SBJ war ein Konzept des US-amerikanischen Herstellers Aerion Corporation für ein Überschall-Geschäftsreiseflugzeug (engl. supersonic business jet).

## Geschichte
Die Entwicklungskosten des Überschall-Geschäftsreiseflugzeugs sollten 1,2 bis 1,4 Milliarden US-Dollar betragen. Der Aerion SBJ sollte pro Stück 80 Millionen US-Dollar kosten und bis zu zwölf Passagieren Platz bieten. Nach eigenen Angaben lagen Aerion 50 Bestellungen vor, die mit einer Sicherheitsleistung von je 250.000 US-Dollar unterfüttert sind.
Bei dem Überschall-Geschäftsreiseflugzeug Aerion SBJ sollte der Überschallknall in 16.000 Meter Höhe am Boden nur noch mit einem Lärmpegel von 65 dB wahrnehmbar sein. Das entspricht einem Hundertstel des Concorde-Lärmpegels. Dazu wurden sowohl Windkanaltests, unter anderem im Originalmaßstab im kryogenischen europäischen transsonischen Windkanal in Köln („Originalmaßstab“, weil kryogenische Modelle kleiner als ihr Original sind, um realitätsnahe Messergebnisse zu produzieren), als auch Flugtests mit maßstäblich verkleinerten Bauteilen an einer McDonnell Douglas F-15 der NASA absolviert.
2014 stellte Aerion die nun dreimotorige Weiterentwicklung AS2 vor.

## Technische Daten
| Kenngröße                     | Daten                                                                |
| ----------------------------- | -------------------------------------------------------------------- |
| Besatzung                     | 2                                                                    |
| Passagiere                    | 8–12                                                                 |
| Länge                         | 41,33 m                                                              |
| Spannweite                    | 19,57 m                                                              |
| Höhe                          | 6,46 m                                                               |
| max. Startmasse               | 40823 kg                                                             |
| Höchstgeschwindigkeit         | Mach 1,8 (1909 km/h)                                                 |
| optimale Reisegeschwindigkeit | Mach 1,7 (1790 km/h)                                                 |
| Dienstgipfelhöhe              | 16.000 m                                                             |
| Reichweite                    | ca. 7800 km bei Mach 1,4                                             |
| Triebwerke                    | zwei Turbofans Pratt & Whitney JT8D-219 mit je 87,19 kN (19.600 lbf) |